# Sẻ đen ngực trắng
Sẻ đen ngực trắng, tên khoa học Nigrita fusconotus, là một loài chim trong họ Estrildidae. Loài này sống trong rừng, được tìm thấy phổ biến ở Angola, Bénin, Cameroon, Cộng hòa Trung Phi, Cộng hòa Congo, Cộng hòa Dân chủ Congo, Côte d'Ivoire, Guinea Xích Đạo, Gabon, Ghana, Guinée, Kenya, Liberia, Mali, Nigeria, Rwanda, Sierra Leone, Tanzania & Uganda.